# Gyuu
Gyuu é o primeiro álbum de estúdio de Masami Okui. Foi lançado em 21 de abril de 1995 pela King Records e possui 14 faixas.

## Produção
Em seu primeiro álbum, Okui já assumiu a composição de algumas músicas. O disco contém várias canções feitas para animes, inclusive a música "Dare Yori mo Zutto...", primeiro single da cantora, mas que, a ser lançada nesse álbum, veio com um arranjo diferente.

## Recepção
O álbum ficou duas semanas no Oricon Albums Chart, chegando à 47ª posição.
O CD Journal disse que o álbum diverte bastante com seus arranjos e remixes.

## Faixas
| N.º            | Título                                                                                          | Letras         | Música             | Arranjo                   | Duração |  |
| 1.             | "REINCARNATION" (de Uchuu no Kishi Tekkaman Blade)                                              | Satomi Arimori | Takashi Kudou      | Toshiro Yabuki            | 3:55    |  |
| 2.             | "Moonlight Angel -Ashita ni Mukatte-" (cover de Mariko Kouda, de Uchuu no Kishi Tekkaman Blade) | M. Okui        | M. Okui            | T. Yabuki e Tsutomu Ohira | 4:48    |  |
| 3.             | "I WAS BORN TO FALL IN LOVE" (de Compiler)                                                      | S. Arimori     | Hideya Nakazaki    | H. Nakazaki               | 4:30    |  |
| 4.             | "Ryoute Ippai no Yume" (de Uchuu no Kishi Tekkaman Blade)                                       | S. Arimori     | T. Kudou           | M. Okui                   | 4:07    |  |
| 5.             | "FULL UP MIND" (de Compiler)                                                                    | S. Arimori     | H. Nakazaki        | H. Nakazaki               | 4:10    |  |
| 6.             | "BEATS the BAND" (de Ghost Sweeper Mikami: Gokuraku Daisakusen!!)                               | Mamie D. Lee   | Shin Ikenaga       | Vink                      | 5:33    |  |
| 7.             | "FACE" (de Bannō Bunka Nekomusume)                                                              | S. Arimori     | T. Ohira           | T. Ohira                  | 4:33    |  |
| 8.             | "Fushigina Yoru"                                                                                | M. Okui        | M. Okui            | T. Yabuki                 | 5:07    |  |
| 9.             | "My Jolly Days" (de Ghost Sweeper Mikami: Gokuraku Daisakusen!!)                                | Keiko Kimoto   | T. Ohira           | Vink                      | 5:47    |  |
| 10.            | "It's DESTINY -Yatto Meguri Aeta-" (de Uchuu no Kishi Tekkaman Blade)                           | S. Arimori     | T. Kudou           | T. Yabuki                 | 5:20    |  |
| 11.            | "Energy" (de Megami Paradise)                                                                   | M. Okui        | M. Okui            | T. Yabuki                 | 4:19    |  |
| 12.            | "Live alone Chitose Tattemo" (de Uchuu no Kishi Tekkaman Blade)                                 | S. Arimori     | T. Kudou           | T. Yabuki                 | 3:53    |  |
| 13.            | "Dare Yori mo Zutto..." (de Fantasia)                                                           | S. Arimori     | Toshiyuki Watanabe | T. Ohira                  | 3:41    |  |
| 14.            | "Bay side love story -from Tokyo-" (de Neon Genesis Evangelion)                                 | M. Okui        | M. Okui            | T. Yabuki e T. Ohira      | 4:18    |  |
| Duração total: | Duração total:                                                                                  | Duração total: | Duração total:     | Duração total:            | 64:01   |  |